# 917
Évszázadok: 9. század – 10. század – 11. század
Évtizedek: 860-as évek – 870-es évek – 880-as évek – 890-es évek – 900-as évek – 910-es évek – 920-as évek – 930-as évek – 940-es évek – 950-es évek – 960-as évek
Évek: 912 – 913 – 914 – 915 –  916 – 917 – 918 – 919 – 920 – 921 – 922

## Események

### Európa
- Gonosz Arnulf bajor herceg magyar segítséggel visszafoglalja Konrád német királytól Regensburgot. Szövetséget köt a magyarokkal, feltehetően éves adót fizet nekik és átengedi a portyázó magyar seregeket, amelyek ebben az évben Svábföldet dúlják fel, majd a Rajnán átkelve kifosztják Bázelt, onnan pedig továbbhaladnak Elzászba és Lotaringiába, egészen Metzig. Együgyű Károly nyugati frank király összehívja hűbéreseit a magyarok ellen, de mivel csak a reimsi érsek jelenik meg, kénytelen visszavonulni.
- Konrád király kivégezteti az ellene lázadó Erchanger sváb herceget.
- Zóé Karbónopszina bizánci régens háborút készt elő a bolgárokkal. Békét köt al-Muktadir kalifával, így a keleten állomásozó csapatokat át tudják szállítani a Balkánra. Szövetséget köt a besenyőkkel, de azok átszállítása Trákiába (talán a flotta és a hadsereg közötti rivalizálása miatt) kudarcot vall. Követséget küld a magyarokhoz és a szerbekhez is de, de nem tudja őket a maga oldalára állítani; utóbbi esetben azért, mert a bolgárok elfogják Petar Gojniković fejedelmet és a fővárosukba viszik, ahol börtönében meghal. Simeon bolgár cár Pavle Branovićot állítja a vazallus szerbek élére.
- Simeon cár az ankhialoszi csatában döntő győzelmet arat a León Phókasz vezette bizánciak felett. Phókasz összegyűjti maradék erőit és Konstantinápoly közelében a kataszürtai csatában ismét megpróbálja megállítani a bolgárokat, de kudarcot vall.
- II. Ordoño leóni király megkezdi a mór határvidéken lévő San Esteban de Gormaz város újratelepítését. Abu Abdallah córdobai kormányzó megtámadja a várost, de Ordoño (fivére, II. Fruela asztúriai, és I. Sancho pamplonai király támogatásával) legyőzi a muszlimokat és az elfogott Abu Abdallahot lefejezteti.
- Æthelflæd merciai királynő szövetséget köt II. Konstantin skót királlyal a northumbriai vikingek ellen, majd elfoglalja Derbyt. Eközben fivére, I. Eduárd angolszász király Towcestert veszi el a vikingektől és ott erődöt épít. Ezután elfoglalja a vikingek tempsfordi erődjét és a csatában megölik az utolsó kelet-angliai viking királyt, II. Guthrumot.

### Távol-Kelet
- Kínában Liu Jin kormányzó a mai Kuangtung és Kuanghszi tartományokban kikiáltja a Déli Han királyság függetlenségét.
- Koreában meghal Sindok, Silla királya. Utóda legidősebb fia, Kjongmjong.

## Születések
- Theophülaktosz, konstantinápolyi pátriárka

## Halálozások
- Erchanger, sváb herceg
- I. Euthümiosz, konstantinápolyi pátriárka
- II. Guthrum, kelet-angliai király
- Petar Gojniković, szerb fejedelem
- Sindok, sillai király

## Fordítás
- Ez a szócikk részben vagy egészben  a(z)   917 című angol Wikipédia-szócikk ezen változatának fordításán alapul.  Az eredeti cikk szerkesztőit annak laptörténete sorolja fel. Ez a jelzés csupán a megfogalmazás eredetét és a szerzői jogokat jelzi, nem szolgál a cikkben szereplő információk forrásmegjelöléseként.